# Общественный транспорт
Общественный (коммунальный) транспорт — разновидность пассажирского транспорта как отрасли, предоставляющей услуги по перевозке людей по маршрутам, которые перевозчик заранее устанавливает, доводя до общего сведения способ доставки (транспортное средство), размер и форму оплаты, гарантируя регулярность (повторяемость движения по завершении производственного цикла перевозки), а также неизменяемость маршрута по требованию пассажиров.

## Критерии
Отличие общественного транспорта от других видов и способов перевозок пассажиров:
- доступность услуги по перевозке широчайшим слоям населения, без каких-либо классовых, профессиональных и других ограничений социального типа, на основании одного только требования, выполняемого перевозчиком при наличии посадочных мест на единственном условии оплаты этой услуги по установленным тарифам.
- возвратный характер перемещения, его регулярная и интенсивная повторяемость для большинства пассажиров соответствующего маршрута на протяжении длительного времени.
- отсутствие институциональных посредников в приобретении услуги по перевозке (индивидуальный и прямой характер акта покупки проездных документов)
- обязательное участие местных властей в регулировании этим сектором, координации и надзора за деятельностью перевозчиков — исполнителей услуги по перевозке
- достаточная вместимость транспортного средства (массовость услуги), предполагающая возможность совместного его использования одновременно двум и более независимым друг от друга пассажирам (этот критерий исключает поездки на извозчиках, такси и рикшах).

На практике, при рассмотрении работы общественного транспорта с позиции той или иной разновидности транспортных средств (автобусы, троллейбусы, трамваи, метро, паромы, суда и пр.) в числе их пассажиров часто оказывается известная доля туристов, совершающих поездки сверх программы оплаченного ими тура, а также военных и других категорий граждан, поездки которых являются бесплатными в силу местных законов. Тем не менее, маршрутный автобус не теряет своей принадлежности к общественному транспорту даже, если в какой-то момент он окажется на 100 % заполнен солдатами, едущими в баню под командой прапорщика. Верно и обратное: автобус, принадлежащий воинской части, не становится общественным транспортом только в силу разрешения собственника на посадку в него гражданских лиц.
Воинские эшелоны, школьные и служебные автобусы, внутризаводской транспорт и городские «развозки» предприятий и организаций, «подвозки» покупателей супермаркетов и т. п. не относятся к общественному транспорту по причине целевого назначения. Экскурсионные автобусы, прогулочные суда и круизные паромы не относятся к общественному транспорту в силу разового характера их использования отдельными пассажирами (критерий регулярной и интенсивной повторяемости рейса для основной массы пассажиров).
Все виды традиционного городского транспорта (метро, рельсовый и речной трамвай, троллейбус, автобус, паромные и аналогичные им виды транспорта) относятся к общественному транспорту, независимо от того, что местные власти могут практиковать льготный и бесплатный проезд для отдельных категорий пассажиров. На границе терминов здесь оказываются электрички, выполняющие все функции городского транспорта при суточных «маятниковых миграциях» рабочей силы между крупным городом и периферией ареала его трудовых ресурсов, в который могут попадать и другие города со своим местным общественным транспортом.

## История
Первой разновидностью пассажирского транспорта, определяемого по критериям регулярности движения по заранее известному маршруту, без ограничений на статус пассажиров, был водный транспорт — перевозы через реки. Удовлетворение условиям последнего фильтра, условия платности, стало возможным с появлением в VIII веке до н. э. денег. Деньги возникли в Эгейской цивилизации, и не случайно именно в греческой мифологии возникает Харон — лодочник (паромщик, перевозчик), переправляющий пассажиров через реку за деньги. За этим мифом, породившим у эллинов традицию класть покойникам монету под язык, стоит конкретная практика из мира живых: рассеянность эллинов по многочисленным островам Архипелага создавала этому весомую природную предпосылку.
Экономической предпосылкой возникновения общественного транспорта как отрасли является возникновение рынка лично свободной рабочей силы, дополняемое фактором урбанизации. В доклассовых государствах каждый общинник по определению, с одной стороны, имел личный транспорт, а с другой — не испытывал необходимости в регулярных дальних перемещениях «налегке». В античности владение собственным выездом или хотя бы конём становится привилегией класса господ, но и здесь натуральное хозяйство вкупе с закрепощением крестьян освобождает эксплуатируемых от потребности в чужих платных услугах по регулярным перемещениям самих себя к месту приложения своей рабочей силы и обратно.
Ответ на вопрос о наличии общественного транспорта в древних Вавилоне, Александрии, Риме, а позже и Константинополе, которые разрастались до миллионного или приближающегося к тому населения, скорее всего отрицательный. С одной стороны, этому нет исторических свидетельств. С другой, основную массу населения этих «мегаполисов» составляли, помимо рабов и воинов, мелкие и средние ремесленники, дополнительная рабочая сила которых (если таковая требовалась) селилась в пределах пешей доступности. Кроме того, сам уровень развития производительных сил в те эпохи был недостаточен для того, чтобы выделить из общего объёма производимых благ известную часть на «прокормление» общественного транспорта, как особой непроизводственной отрасли.
В Новое время первый маршрут городского общественного транспорта, омнибус, появился по инициативе Блеза Паскаля в Париже 18 марта 1662 года.
Пассажирский водный транспорт с 1960-х уменьшил свою роль. Однако и сегодня на маршрутах применяются и обычные суда и суда на подводных крыльях.

## Виды общественного транспорта

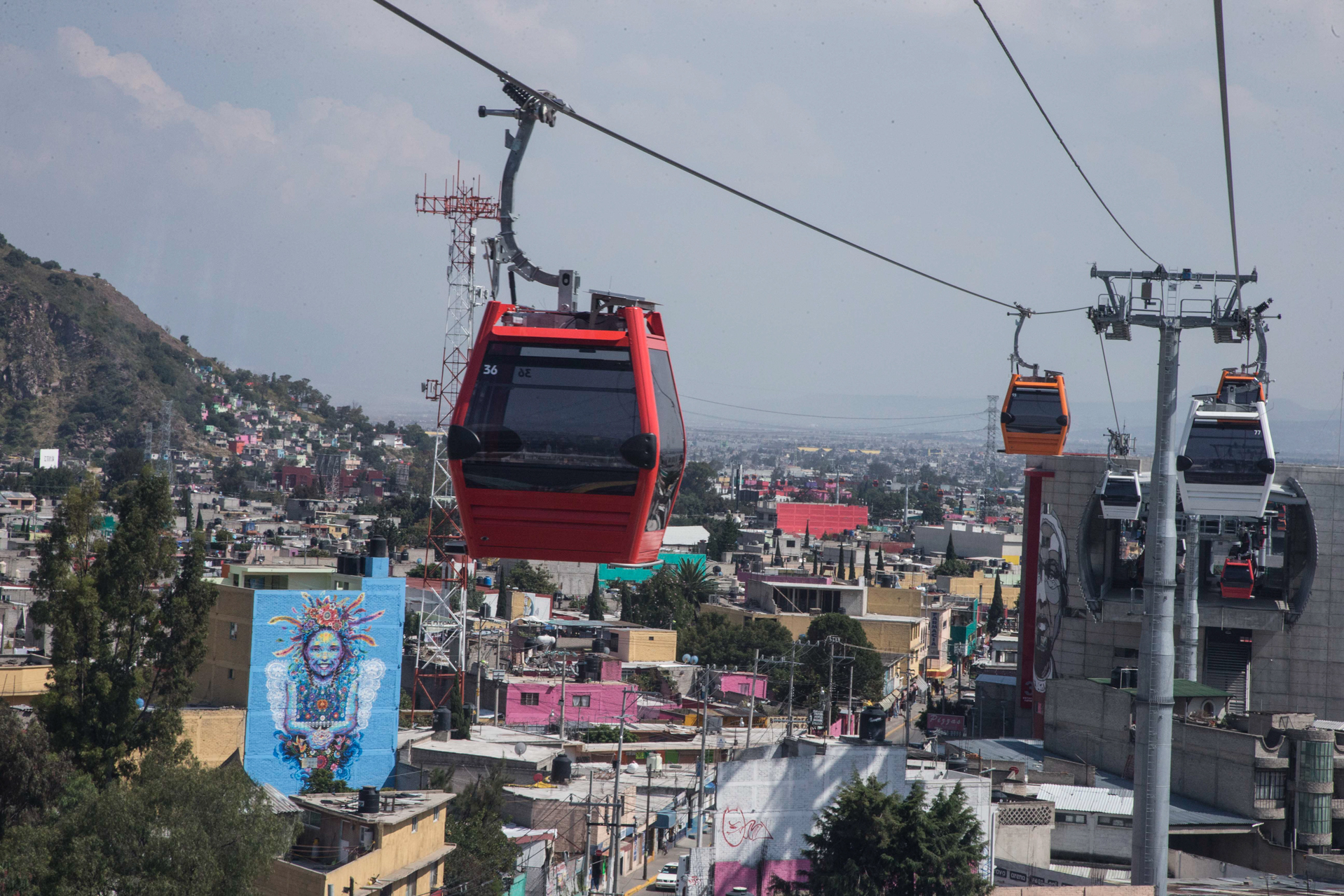
Канатная дорога

Транспортные средства, используемые в общественном транспорте:
- Гужевые безрельсовые повозки (дилижанс, пролётка, почтовая карета, карета, кэб)
- Водные маршрутные перевозки (Катера, Паромы, «Речные трамвайчики» т.д.)
- Автобусы, в том числе:
  - Обычный автобус — оснащён двигателем внутреннего сгорания
  - Электробус — оснащён электрическим двигателем, с питанием от аккумуляторных батарей
  - Гиробус/Жиробус — похож на электробус, но энергия сохраняется в движущемся маховике, на стоянке раскручиваемым встроенным двигателем. В настоящее время нет сведений о работе на маршрутах.
- Троллейбус — оснащён электрическим двигателем с постоянным питанием от контактной сети. В Западной Европе считается подвидом автобуса.
- Дуобус — обычный автобус + троллейбус
- Поезда на шинном ходу (например, в Парижском метрополитене) — несмотря на сходство с автобусом, эти транспортные средства являются поездами по причине нестандартного габарита и жёстко установленного пути следования по желобам.
- Поезда (вагоны с локомотивом либо моторвагонные, также разные промежуточные формы (например локомотив с моторными и обычными вагонами)). К поездам также юридически относятся автомобили на железнодорожном ходу (в России таковые не используются в качестве общественного транспорта). Также фактически поездами являются трамваи и фуникулёры, однако в России юридически ими не являются, поэтому будут рассмотрены в отдельных абзацах). Поезда различаются друг от друга сильно, самые важные параметры:

- Тип колеи:

1. Классическая двухрельсовая:
2. Простая (отсутствие классических рельс, а езда по желобам на шинном ходу (например в Парижском метрополитене, тем не менее это поезд, а не автобус))
3. С дополнительным средним третьим зубчатым рельсом для зубчатого колеса на некоторых горных дорогах — система улучшения сцепления
4. С тросом для передачи силы тяги вагону со станции — на фуникулёре
5. Однорельсовая (монорельсовая) с ездой сверху от колеи
6. Однорельсовая (монорельсовая) с ездой снизу от колеи
7. Без контакта с колеёй при движении за счёт магнитного подвешивания

- Ширина колеи (на классической дороге) или рельса (на монорельсе)
- Тип собственно поезда:

1. Моторвагонный, с моторными вагонами
2. На локомотивной тяге
3. Переходные формы

- Тип двигателя локомотива и/или моторного вагона:

1. Паровой
2. Внутреннего сгорания
3. Электрический от контактной сети
4. Электрический от аккумуляторных батарей при движении
5. Ручной и ножной привод (нет сведений о применении на общественном транспорте)
6. Гужевой (в настоящее время, скорее всего, не применяется, ранее широко применялся на городских линиях конки)
7. Газовая турбина
8. Гибрид парового двигателя и двигателя внутреннего сгорания — теплопаровоз

- Габариты
- Форма (чаще всего параллельный земле прямоугольник или изредка эллипсоид, однако на железной дороге Пилат в Швейцарии из-за горного профиля кузов земле не параллелен)

- Поезда монорельса юридически зачастую выделяются в отдельный вид транспорта
- Трамваи. Среди трамваев можно выделить существовавший в Великобритании трамвай с колеёй на дне моря, сам трамвайный вагон при этом находился выше уровня воды, для этого применялись специальные «ноги»
- Гужевые рельсовые повозки — конка (в настоящее время нет сведений о регулярной эксплуатации таковых)
- Переходные формы между трамваями и поездами (В разных странах разные технические нормы, и иногда конструкционная разница между поездом и трамваем весьма несущественна; однако исторически принято не считать трамвай поездом, при этом, что интересно, юридически сцепленные для перевозки пассажиров трамваи считаются трамвайным поездом)

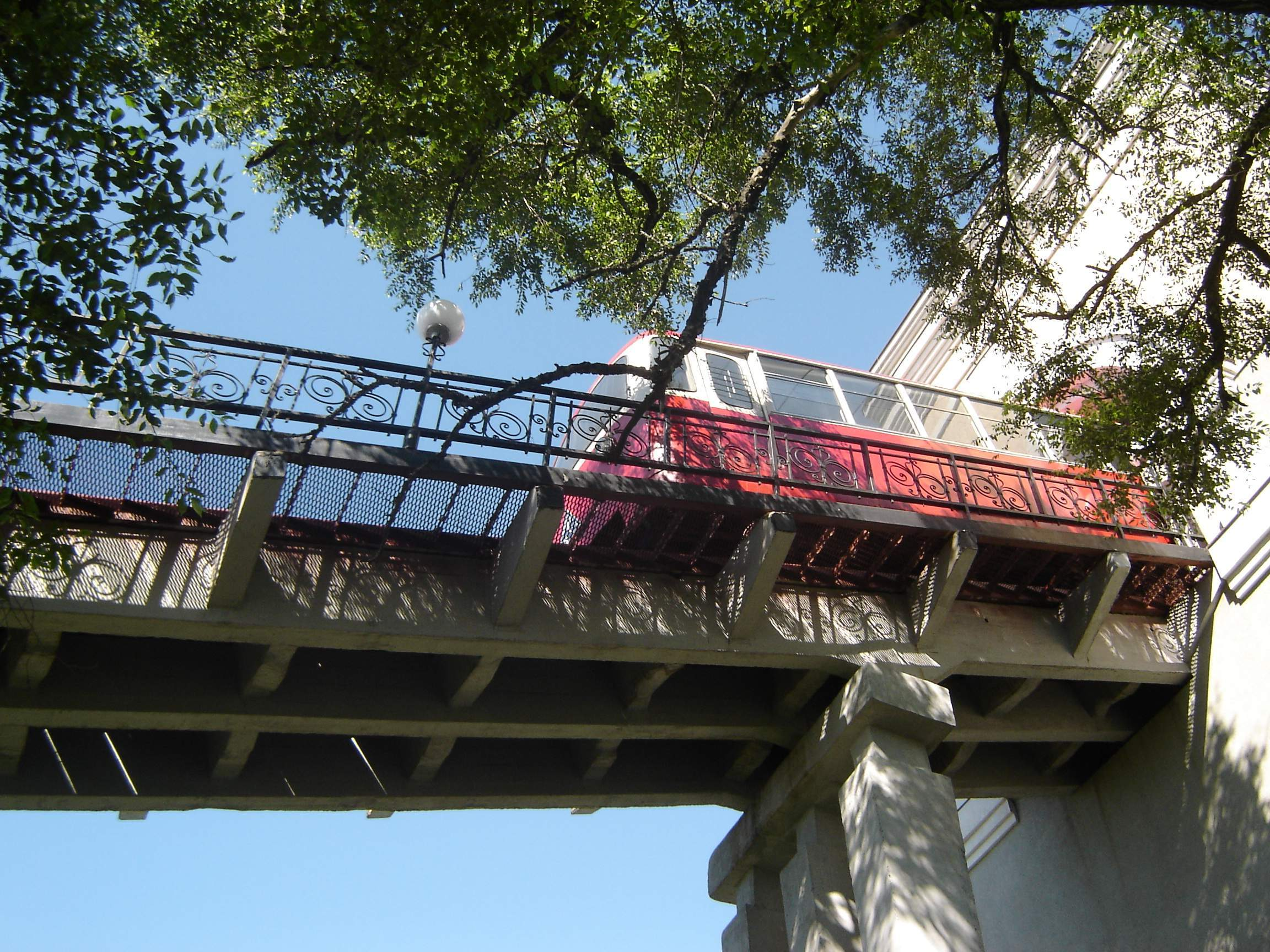
Вагон Владивостокскского фуникулёра въезжает по эстакаде на верхнюю станцию

- Фуникулёр (второе название «вагон фуникулёра»). Отличительной особенностью фуникулёра является передача на вагон непосредственно механической энергии со станции посредством движущегося между рельсами троса
- Транслор — безрельсовый транспорт с элементом рельсового — колёса шинные, но посреди некоторых участков его предполагаемой трассы движения обустраивается специальный рельс с пазом посредине, по которому скользит щуп транслёра. Благодаря этому возможны более высокие скорости движения.
- Суда, паромы и другие плавательные средства для перевозок пассажиров в порядке ежедневных «маятниковых миграций», обусловленных спецификой размещения трудовых ресурсов и не связанных с туризмом, круизными и другими дальними рейсами. Основные характеристики: Тип движителя (парусные (сейчас не используются или почти не используются; с двигателем).
- Перевозка пассажиров в порядке услуг общественного транспорта также может осуществляться на несамоходных баржах, толкаемых кораблём-буксиром (например, на линии Нарьян-Мар — причал Кабель) и на судах на подводных крыльях («Ракета», «Метеор», «Комета», «Восход»). В СССР последние были единственным средством пассажирского сообщения между материковым Ленинградом и его островным районом в Кронштадте, пока не была построена дамба через Финский залив. Благодаря дешевизне общественного транспорта в советское время рядовые пассажиры также использовали эти суда для поездок в Петергоф и Ломоносов, как летнюю альтернативу проезду на электричке.
- Вертолёты
- Самолёты. С посадкой на твёрдую поверхность (обычные), либо на воду (гидросамолёты), либо комбинированные амфибии. Также существуют с пропеллерными двигателями и с турбинными двигателями (реактивные высокоскоростные, в настоящее время преобладают)
- Легковые автомобили изредка используются на линиях общественного транспорта, например, в Сибири
- Метрополитен выделяют в отдельный вид общественного транспорта.
- Экипажи с велосипедным мускульным приводом могут использоваться на общественном транспорте (велорикша).
- Грузовые автомобили без пассажирского кузова, «вахтовки», также используются в общественно транспорте. Например, такое встречалось в середине XX века в Союзе Советских Социалистических Республик при нехватке автобусов. Применялись бортовые автомобили с тентовым верхом, вдоль бортов были установлены сиденья.
- Пассажирские полуприцепы — несамоходные. Используются на острове Куба

Общим признаком всех видов общественного транспорта является то, что пользователи его перемещаются в транспортных средствах, им не принадлежащих (за исключением случаев поездок на собственном транспортном средстве в качестве обычного пассажира). Однако обратное неверно. В категорию общественного транспорта не попадают, например, школьные и служебные автобусы, внутренний транспорт крупных предприятий и организаций, воинские эшелоны и т. п., так как они официально не доступны широкой публике и не востребованы ею. Лифты и эскалаторы в зданиях и домах обычно не относят к общественному транспорту из-за узости предназначения (перевозка людей в пределах здания или дома).
В крупных городах значимой частью системы общественного транспорта стала система краткосрочной аренды некоторых видов транспорта:
- Кикшеринг — краткосрочная аренда самокатов и электросамокатов
- Велошеринг — краткосрочная аренда велосипедов и электровелосипедов
- Каршеринг — краткосрочная и среднесрочная аренда автомобилей

Кикшеринг и велошеринг успешно решают проблему «последней мили» в задачах построения системы общественного транспорта.
Общественным транспортом также не являются экскурсионные автобусы, прогулочные суда и т. п., так как их функцией не является перевозка пассажира с целью именно перевозки, а не исключительно экскурсии

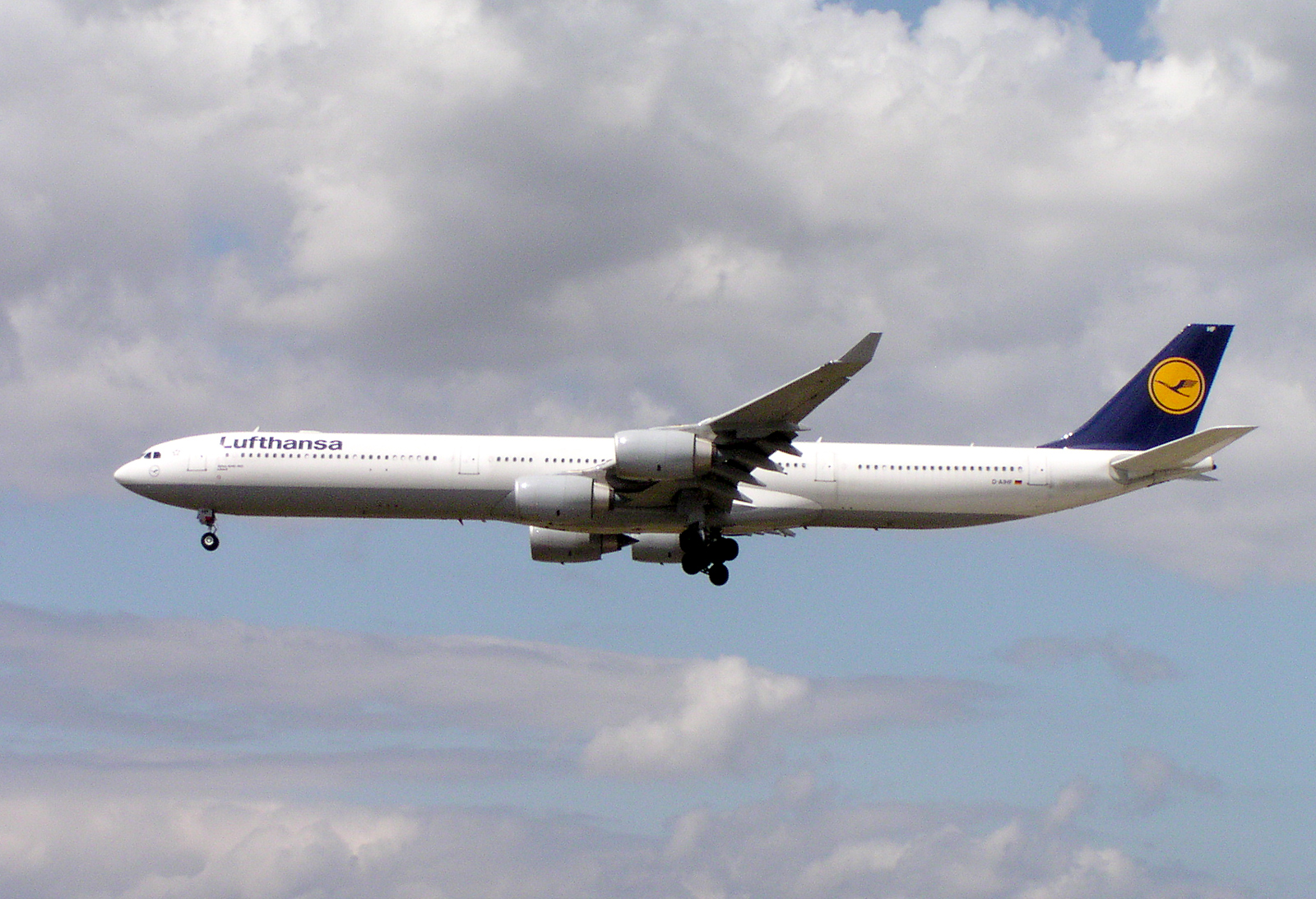
Современный пассажирский самолёт (Airbus A340)

Для дальнемагистральных (в том числе трансконтинентальных) перевозок пассажиров в настоящее время используются преимущественно самолёты, а для междугородных, преимущественно, поезда (включая высокоскоростные) и автобусы, и кроме того, средне- и ближнемагистральные самолёты и вертолёты (последние незаменимы в горных районах и на Крайнем Севере).
Также существует неофициальный общественный транспорт, когда юридически маршрут или рейс маршрута не существуют, но водители или специально уполномоченные лица собирают пассажиров в определённых точках. Согласно российскому законодательству подобные перевозки, если они платные, являются незаконным бизнесом, и наказываются штрафом или лишением свободы. По форме предоставления услуги такая деятельность тоже относится к общественному транспорту, так как пассажиры набираются из всех желающих, и чаще всего есть движение по определённому маршруту (например город А возле автобусного вокзала — город Б возле автобусного вокзала)
Паромы становятся средствами предоставления услуг общественного транспорта как непосредственно, так и при доставке пассажирских вагонов и/или автотранспортных средств, пассажиры которых подпадают под контингент клиентов общественного транспорта, т. е осуществляют свои возвратные поездки регулярно и как правило в связи с производственной деятельностью, а не в порядке туризма или эмиграции. Те же критерии отнесения к общественному транспорту применяются и к перевозкам пассажиров на грузопассажирских судах.
Гораздо реже в роли междугородного общественного транспорта выступают троллейбус (междугородная линия в Крыму, междугородный троллейбус № 109 Саратов — Энгельс, троллейбусная линия между городами Бендеры и Тирасполь) и трамвай (64-километровая линия вдоль бельгийского побережья).
В городах с крутыми склонами иногда устраивается специализированный транспорт — фуникулёры, лифты, эскалаторы. Эскалаторы и лифты также устанавливаются в подземных и надземных пешеходных переходах. В горных условиях, а также для преодоления водных преград применяются канатные дороги; этот вид транспорта редко применяется в городах.
В городах, а также в сообщении между городами и пригородами самым распространённым видом общественного транспорта считаются внутригородские автобусы. Их преимущество в том, что они практически не требуют специальной инфраструктуры. В России и некоторых других странах мира также широко распространены трамваи и троллейбусы. В настоящее время во многих странах мира всё более активно развивается скоростной трамвай, который позволяет говорить о «втором рождении» этого вида транспорта. В дореволюционном Петербурге, а после революции в Ленинграде до Великой Отечественной войны, наряду с массовыми перевозами (перевоз Домбаля, Смольный перевоз и пр.) известное распространение получил речной трамвай.

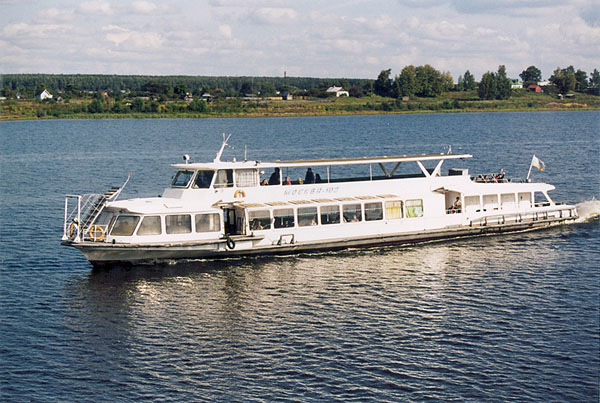
Речной теплоход типа «Москва»

В сообщении между крупными городами и пригородами, в пределах крупных агломераций большую роль играет электрифицированная железная дорога. Как правило, железная дорога совместно используется пассажирским и грузовым движением.
В крупных городах, имеющих чётко выраженные массовые пассажиропотоки, строится метро — особый вид внутригородской железной дороги, полностью обособленной как от уличного транспорта, так и от прочего железнодорожного транспорта. В зависимости от условий метро строят в тоннелях глубокого и мелкого заложения, по поверхности земли или на эстакадах.
Границы между трамваем, метрополитеном и железной дорогой нечётки из-за большого многообразия систем рельсового транспорта в мире. Современный трамвай, приобретающий некоторые качества метрополитена или железнодорожного транспорта, иногда называют лёгким рельсовым или легкорельсовым транспортом.
Встречаются использующиеся в пределах городов неэкскурсионные суда (речные трамвайчики), также относящиеся к общественному транспорту. В России и других странах с холодной зимой их широкому использованию мешает замерзание водоёмов.
- Автомобиль с отдельным пассажирским кузовом — вахтовый автобус — пассажирский кузов на шасси грузового автомобиля (при этом на шасси стоят две кабины — передняя для водителя и пассажиров и задняя для пассажиров). Название появилось по причине того, что это транспортное средство доставляет людей по плохим дорогам, и первоначально спроектировано для доставки по ним рабочих на вахтовую работу[3].
- Переходная стадия между обычным автобусом и вахтовым автомобилем, где обе кабины имеют общую стенку, например ЗИЛ. Сегодня вахтовые автомобили и переходные стадии между ними и автобусами имеют обычно двигатель внутреннего сгорания, в ближайшее время возможно появление с электрическими двигателями (как у электробуса).

## Оплата проезда в общественном транспорте
см. Билет, Проездной, Электронный проездной, Безбилетник
В 70—80-х годах в Москве билеты распространялись в примитивных механических кассах, размещаемых в салоне. Конструкция кассы не предусматривала никакого контроля за получением оплаты — в такой кассе вполне можно было взять билет не опустив денег. Предотвращала безбилетный проезд исключительно социалистическая сознательность пассажира: люди редко позволяли другому ехать в троллейбусе бесплатно, и пассажиры скандалами (или, скорее, постоянной угрозой скандала) принуждали друг друга «опустить копейки в кассу». Они же безо всякого контролёра проверяли проездные (если другой пассажир вдруг не брал одноразового билета). И соответствующее право пассажиров — право требовать у другого пассажира показать билет или проездной — было узаконено в правилах пользования общественным транспортом. Однако такая система существовала не везде. Так, в Минске билеты распространялись исключительно через киоски и кассы магазинов (но никогда — водителем) и компостировались в компостерах, установленных в салонах троллейбусов, автобусов и трамваев. В некоторых южных городах СССР были распространены кондукторы. В обоих случаях механические кассы отсутствовали начисто.
Позже в Москве билеты продавались водителем, а иногда в киосках на остановках, и пассажир был обязан пробить билет на компостере. Аналогичным образом действует система, в которой вместо билетов используются бесконтактные карты, а вместо компостеров — валидаторы. Большое распространение получили проездные билеты, которые действуют в течение определённого времени (обычно месяц) на неограниченное количество поездок. В некоторых городах действует автоматизированная система контроля проезда. Эта система предполагает установку турникета в салоне, что приводит, с одной стороны, к уменьшению вместимости, увеличению времени простоя на остановках, а с другой — к уменьшению количества безбилетных пассажиров и экономии на зарплате кондуктора. Как один из вариантов решения этой проблемы иногда используется оплата проезда при входе в остановочный павильон — для этого он оборудуется турникетами и специальными ограждениями.
Бесплатный общественный транспорт с 2012 года функционирует в Таллине (Эстония). Первой страной мира с полностью бесплатным общественным транспортом (автобусы, трамваи и поезда) стал с 29 февраля 2020 года Люксембург.

## График и расписания
Движение общественного транспорта регламентируется графиком. Основные исходные данные для составления графика — время оборота по маршруту и количество машин на маршруте. Время оборота по маршруту зависит от протяжённости маршрута, частоты расположения остановок, перекрёстков и пешеходных переходов (в том числе и оборудованных светофорами), ограничений скорости на линии, состояния контактной сети, дорог и подвижного состава, затруднённости движения на улицах и других факторов. Для его точного определения необходимо занести в расчётную таблицу число спецчастей КС (для электротранспорта), светофоров, ж/д переездов и поворотов на угол 45<x<135 градусов с привязкой конкретной дистанции снижения скорости. Опытным путём определяются коэффициенты ускорения/замедления движения на каждом участке маршрута, на которые умножается время движения с номинальной (конструктивной) скоростью. В условиях прикрепления водителей (и кондукторов) к машинам необходимо также учитывать предельно допустимую длительность рабочего дня и сроки обедов. Во время оборота включается время (несколько минут) для отдыха водителя. Распределение наличного парка по маршрутам зависит от пассажиропотоков.
На основе общего графика составляются расписания для каждой отдельной машины и иногда для каждой отдельной остановки (столбовое расписание). В графиках для отдельных машин обычно указывают не все остановки, а несколько ключевых пунктов маршрута.
В последнее время популярен метод составления графиков, называемый тактовым графиком. Тактовым называют график, в котором интервал является точным делителем часа (обычно 10, 15, 20 или 30 минут, иногда 1 час). Расписание прохождения троллейбуса по любой остановке в таком случае повторяется каждый час и легко запоминается, что повышает привлекательность для постоянных пассажиров даже при редком движении.
Водители несут ответственность за исполнение расписания. Согласно российским правилам технической эксплуатации (ПТЭ), например, для троллейбуса регулярным считается такое движение, которое выполняется в соответствии с расписанием или отклонением от него:
- +2 мин (опоздание) или −1 мин (нагон) на маршрутах, где интервал движения более 3 минут(в Белоруссии +5 и −3 соответственно) ;
- ±1 мин — на маршрутах с интервалом менее 3 минут[5].

Отслеживают исполнение графика и регулярность движения диспетчеры. В случаях вынужденного прекращения движения на каком-либо участке или сбоев в движении диспетчеры оперативно корректируют график, перераспределяют подвижной состав, обеспечивают выпуск на линию резервных единиц. Чтобы отслеживать соблюдение расписания в некоторых городах используется спутниковый мониторинг транспорта, что даёт возможность использовать электронные табло на остановках, высвечивающие приблизительное время ожидания для машины того или иного маршрута.

## Взаимоотношения общественного и индивидуального транспорта

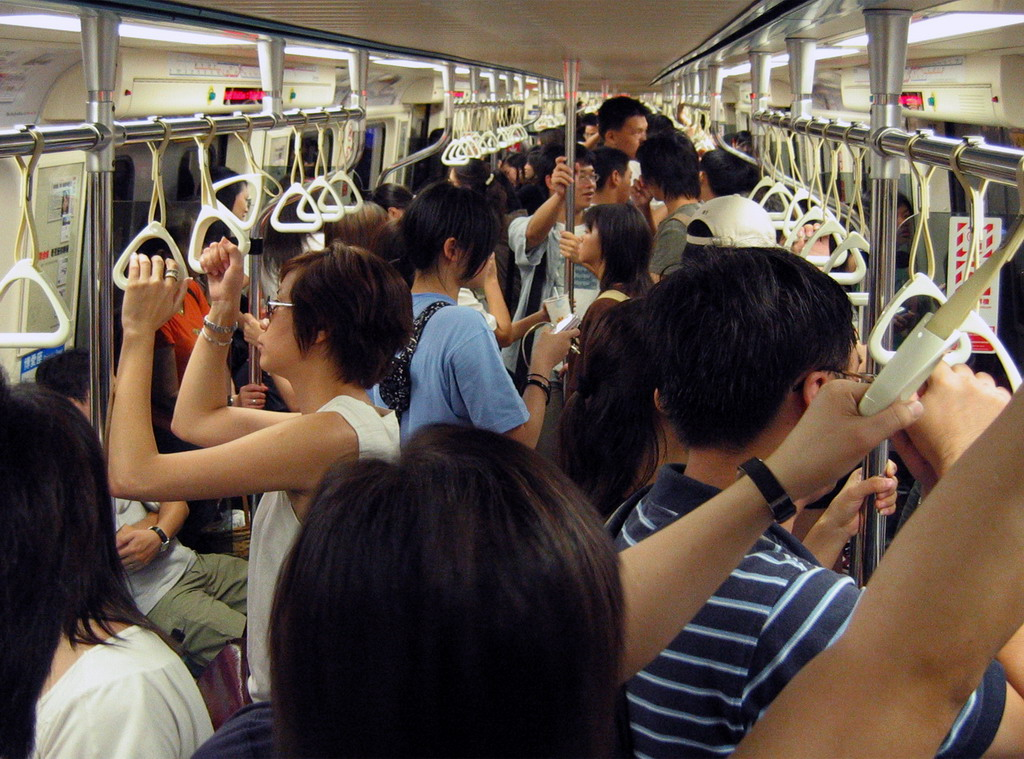
Общественный транспорт бывает неудобен из-за переполненности…

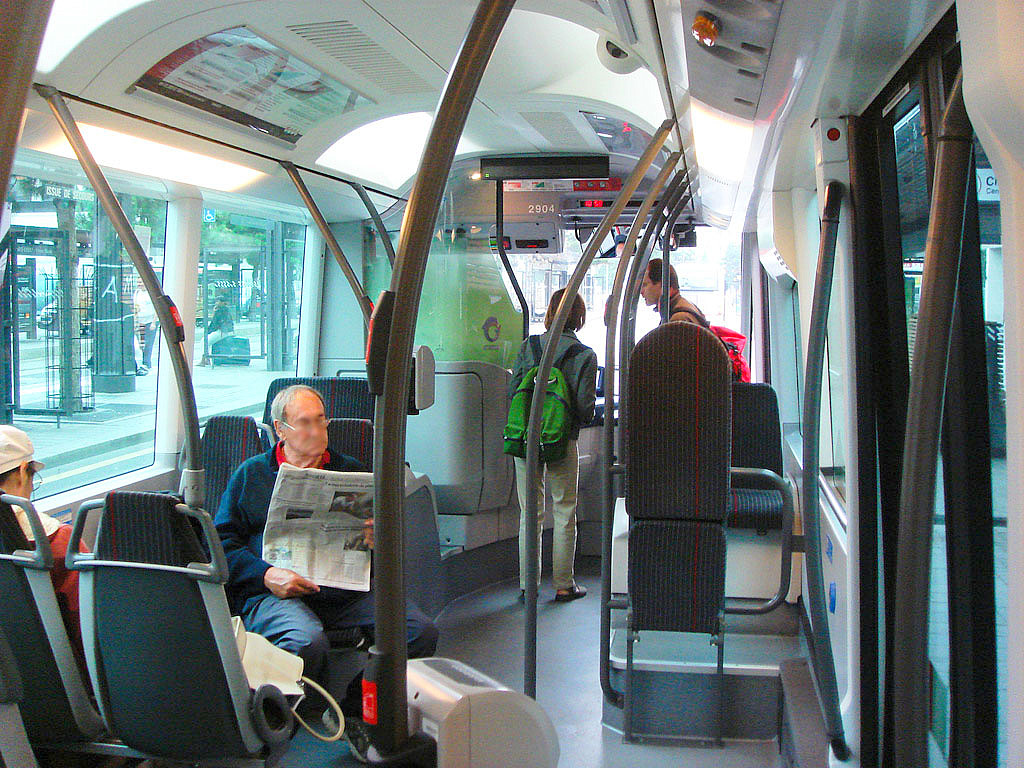
… но бывает вполне комфортабелен

Общественный транспорт получил широчайшее развитие в XIX и первой половине XX века. Однако в 1930-х — 1960-x годах во многих странах происходил процесс свёртывания общественного транспорта из-за конкуренции с личными автомобилями, становившимися всё более доступными широкой публике. Во многих городах были полностью ликвидированы трамваи. Они были национализированы как государственная компания British Rail в 1947 году, однако были вновь приватизированы в 1990-х годов.
Личный автомобиль обычно обеспечивает гораздо бо́льшую скорость поездки «от двери до двери» при высоком комфорте, однако автомобилизация порождает множество проблем. Города (в особенности старые города, исторические ядра которых развивались в доавтомобильную эпоху) страдают от перегрузки улиц и нехватки мест для стоянки автомобилей; напряжённое автомобильное движение создаёт сильный шум и загрязнение воздуха. Обеспечение подвижности автомобилизированного населения требует больших общественных затрат.
Существуют различные взгляды на взаимоотношения общественного и индивидуального транспорта:
- Крайняя «автомобильная» точка зрения предполагает тотальную автомобилизацию населения и полное искоренение общественного транспорта как ненужного и создающего помехи в движении индивидуального транспорта. Решение проблем автомобилизации видится в экстенсивном пути развития дорожных сетей, внедрении новых более экономичных и «чистых» двигателей и топлив, развитие каршеринга. Однако на практике огромные общественные затраты (как прямые на строительство и содержание дорог, так и косвенные вследствие роста загрязнений, утери природных комплексов и т. п.) сдерживают движение по этому пути. Полная автомобилизация невозможна по причине того, что многие люди физически или психически не способны управлять транспортными средствами. Регулярные поездки на таксомоторах для большинства жителей слишком дороги, езду автостопом не все признают.
- Крайняя «антиавтомобильная» точка зрения полагает индивидуальный автомобиль безусловным злом. Решение транспортных проблем общества видится в развитии сетей общественного транспорта, предоставляющий членам общества уровень подвижности и комфорта, сравнимый с индивидуальным транспортом. Однако на практике достижение высокого уровня комфорта оказывается проблематичным, в особенности в местностях с низкой плотностью населения.

В настоящее время в транспортном планировании обычно избегают обеих крайностей, признавая ценностью как удобство пассажиров, так и социальное и природное равновесие. Таким образом, в зонах низкой плотности расселения предусматриваются условия для широкой автомобилизации, а в более плотно населённых городах предпочтительным способом передвижения считается общественный транспорт. Широко применяются решения, позволяющие смешанные режимы передвижения (например, перехватывающие парковки). Условия каждого отдельного общества (политический строй, экономическая ситуация, стереотипы поведения, система расселения) определяют, к какой крайней точке зрения при этом оказываются смещены акценты.

## Неподвижная инфраструктура общественного транспорта
Помимо транспортных средств используются неподвижные инженерные сооружения:
- Здания депо, парков, ремонтных мастерских, сборочных и ремонтных предприятий;
- Дорожное и рельсовое полотно;
- Устройства снабжения топливом;
- Устройство электроснабжения;
- Здания предприятий эксплуатации дорожных и автодорожных хозяйств, электрических станций и подстанций, заправочных станций, складов топлива и запасных частей;
- Мосты;
- Тоннели;
- Здания диспетчерских и административные здания;
- Здания устройства и конструкции для устройств автоматики, телемеханики, связи, электроснабжения, набора топлива, воды, смазки;
- Комнаты отдыха водителей, лётчиков, рулевых, машинистов, матросов;
- Стенды, тумбы, афиши с вывешенными расписаниями, электронными табло, часами;
- Здания и конструкции для ожидания транспорта. От навеса от дождя до крупных зданий — вокзалов. Слово вокзал зачастую относится железнодорожному транспорту, для других видов транспорта используются изменённые термины — автовокзал, аэровокзал, речной вокзал, морской вокзал. Некоторые хозяйства автобусного транспорта называют свои автовокзалы автостанциями. В России намного более популярен термин аэропорт вместо аэровокзал, и порт вместо морской вокзал. Речной вокзал часто называют также речной порт или пристань. На вокзалах (назовём обобщённо для всех видов транспорта) могут иметься места для сидения, комнаты длительного отдыха со спальными местами для пассажиров, буфеты, туалеты, душевые, объекты торговли, парикмахерские, отделения почтовой телефонной телеграфной связи для пассажиров.

## Влияние на здоровье
Лонгитюдное исследование, проведённое в 227 округах 45 штатов США и опубликованное в 2019 году, показало, что чем больше в округе используется общественный транспорт, тем ниже в нём уровень ожирения.